# Myrmechis glabra
Myrmechis glabra là một loài thực vật có hoa trong họ Lan. Loài này được Blume mô tả khoa học đầu tiên năm 1859.